# سفارة صربيا في روسيا
سفارة صربيا في روسيا هي أرفع تمثيل دبلوماسي لدولة صربيا لدى روسيا. تقع السفارة في موسكو وهي تهدف لتعزيز المصالح الصربية في روسيا.

## وصلات خارجية
- الموقع الرسمي
- قائمة سفارات صربيا
- قائمة السفارات في روسيا